# Serixia nigripennis
Serixia nigripennis là một loài bọ cánh cứng trong họ Cerambycidae.